# Melanophthalma aegyptiaca
Melanophthalma aegyptiaca là một loài bọ cánh cứng trong họ Latridiidae. Loài này được Otto miêu tả khoa học năm 1978.